# Пищуха Форреста
Пищуха Форреста (лат. Ochotona forresti) — вид млекопитающих из семейства пищуховых. Видовое название дано в честь британского путешественника Джорджа Форреста (1873—1932). Обитает в Бутане, Китае, Индии и Мьянме.

## Внешний вид и строение
Пищуха Форреста - это миниатюрное зайцеобразное, длиной от 15,5 до 18,5 см и весом от 110 до 148 г. Наибольшая длина черепа составляет от 3,7 до 4,1 см, и крыша черепа более выпуклая, чем у Ochotona thibetana. Межглазничный промежуток относительно  широкий (область черепа, расположенная между глазами), и прямоугольные, широкие носовые отверстия. Хвост отсутствует. Летний мех на спине и брюхе тёмно-рыжий или черновато-коричневый. Уши округлые, длиной от 1,8 до 2,3 см, и имеют тёмно-серые пятна обратной стороне. У некоторых особей пятна образуют воротник на затылке и простираются на мордочку, но лоб остаётся коричневым. Обратная сторона ушей светло-каштанового цвета и имеет белый ободок. Зимний мех на спине и боках серовато-коричневый и немного светлее, чем на нижней стороне тела. Стопы и кисти тускло-белого цвета, длина стопы от 2,7 до 3 см.

## Распространение и места обитания
Этот вид встречается в восточных Гималаях и хребте Кэнгри Гарпо в юго-западном Китае (северо-запад провинции Юньнань и юго-восточный Тибет), Бутане, северо-восточной Индии (Аруначал-Прадеш и Сикким) и северо-западной Мьянме. Он наблюдается в высокогорных районах северного Аруначал-Прадеша, на высоте более 3000 метров от уровня моря в районе Таванг, а также в высокогорных районах Западного Каменга и Восточного Каменга. В 1997 году об этом событии сообщили только к северу от района Верхней долины Дибанг, в округе Медог, Тибет. Не встречается в современном Ассаме, который принадлежал бывшему неразделённому Ассаму до 1972 года.

## Поведение и экология
Пищуха Форреста травоядное животное. О её поведении и экологии известно очень мало, но предположительно она живёт в норах. Очень мало или ничего не известно о её размножении.

## Охранный статус
В 1994 году природоохранный статус пищухи Форреста был оценён как недостаточно изученный в Красном списке исчезающих видов МСОП, а в 1996 году его статус был изменён на близкий к уязвимому положению. Он был переоценён в 2008 и 2016 годах и оценён как вид, вызывающий наименьшие опасения поскольку, хотя текущее состояние его популяции неясно, считается, что она не снижается близко к уровню, необходимого для того, чтобы этот вид получил угрожаемый статус. Хотя по пищухе Форреста не проводилось специальных расследований, угрозы для её популяции неизвестны. Вид может исчезнуть в случае уничтожения горных лесов. В китайском региональном Красном списке этот вид значится как находящийся под угрозой исчезновения.